# Pétiole
Cet article concerne la pièce foliaire. Pour les autres significations, voir Pétiole (homonymie).

Schéma représentatif de l'anatomie d'une plante. - 1. Appareil caulinaire - 2. Appareil racinaire - 3. Collet - 4. Bourgeon apical - 5. Limbe - 6. Tige - 7. Bourgeon axillaire - 8. Pétiole - 9. Entrenœud - 10. Pulvinus - 11. Pivot - 12. Radicelle - 13. Apex - 14. Coiffe.

En botanique, le pétiole (prononcé [pe.sjɔl]) est la pièce foliaire, reliant le limbe à la tige. Le pétiole qui a la même structure interne qu'une tige, est composé d'un faisceau de vaisseaux conducteurs. Équivalent du pédoncule pour le fruit, il distribue la sève brute dans les feuilles, usines photosynthétiques qui produisent la sève élaborée (acides aminés, sucres, glycogène stabilisateur) qui est redistribuée dans les autres parties de la plante par ce même conduit.

## Étymologie
Du latin petiolus, « petit pied », issu de pes, pedis « pied », l'agronome romain Columelle adoptant ce terme au Ier siècle pour désigner la « queue des fruits ou des feuilles », d'où il a été repris par les botanistes.

## Description

### Mode d'insertion
Le mode d'insertion de la feuille sur la tige est très variable : 
- pétiolé : muni d'un pétiole
- sessile : sans pétiole ou à pétiole très court (subsessile) est dite sessile ou quasi-sessile. Le limbe est alors rattaché directement à la tige ou se prolonge sous la forme d'une base dilatée, la gaine foliaire.
- Autres : embrassant, semi-embrassant (on dit également amplexicaule, surtout lorsque la base du limbe est élargie), décurrent, engainant, conné, perfolié...

### Particularités

Si l'on touche, même très légèrement, la feuille de Mimosa pudica, la réaction thigmonastique se produit aussitôt : abaissement du pétiole principal et, par propagation rapide du stimulus, rapprochement et affaissement des pétiolules entraînant le relèvement des folioles. Il pourrait s'agir d'un camouflage destiné à tromper les herbivores.

La base du pétiole peut porter des appendices foliacés, expansions appelées stipules.
Chez une feuille composée, le pétiolule désigne l'axe portant le limbe de chaque foliole.
Lorsque le pétiole est élargi jusqu'à remplacer la feuille dans sa fonction, les botanistes parlent de phyllode.
Certains pétioles peuvent avoir une taille importante par rapport au limbe ; cette taille peut être encore amplifiée par culture lorsque le pétiole a un intérêt culinaire ou économique (bette, cardon, céleri, rhubarbe…). Dans ce cas, le pétiole prend souvent un nom spécifique d'usage (carde, branche, côte…).
Chez certaines plantes, le pétiole possède des fonctions spécifiques :
- chez la sensitive (Mimosa pudica) ou l'albizia (Albizia julibrissin), il permet le mouvement des pièces foliaires grâce au pulvinus ;
- chez la châtaigne d'eau, il permet la flottaison de la plante.

## Galerie

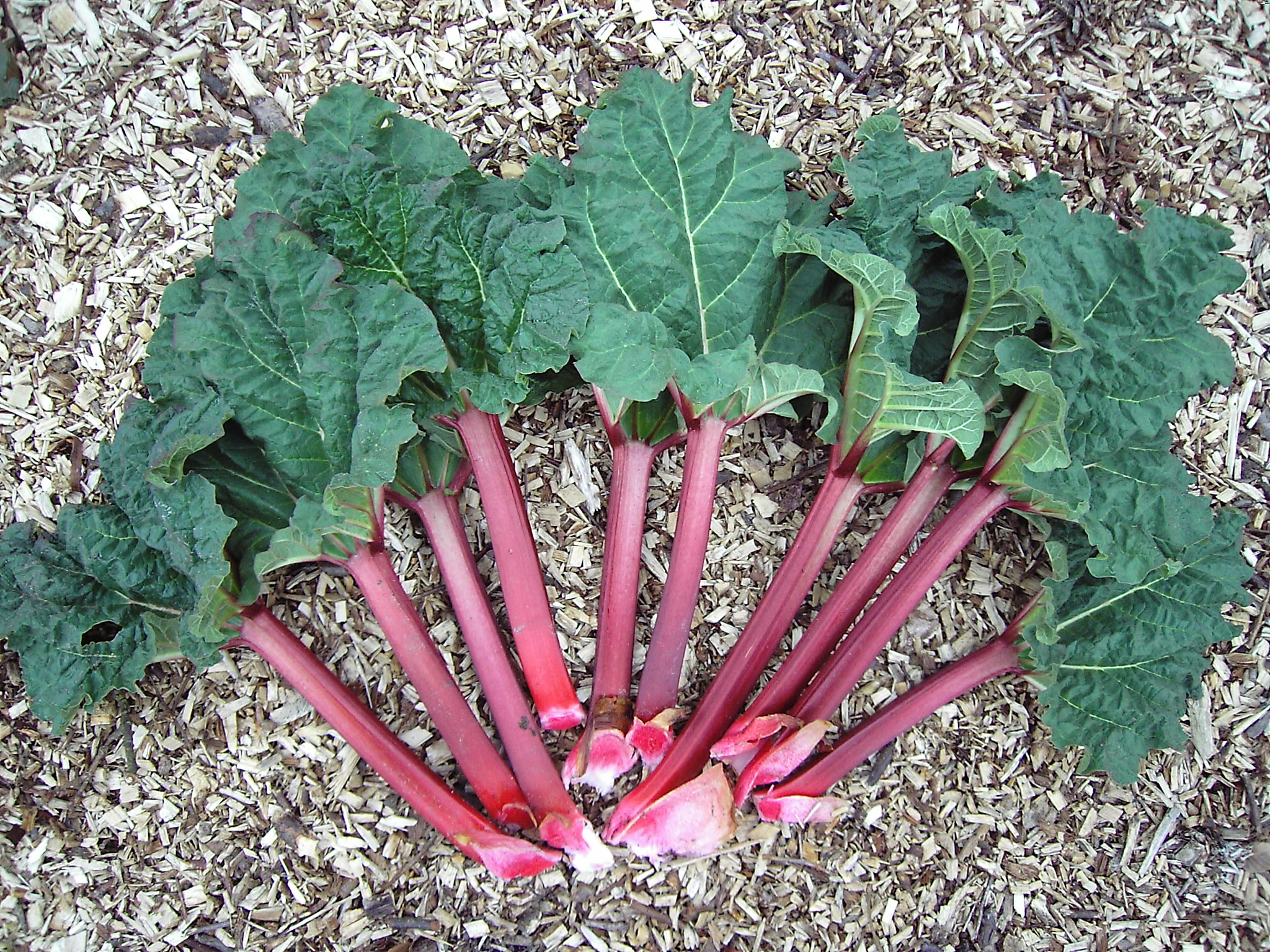
Pétioles charnus de feuilles de rhubarbe dont la rougissement est dû à la présence d'anthocyanes aux fonctions variées.
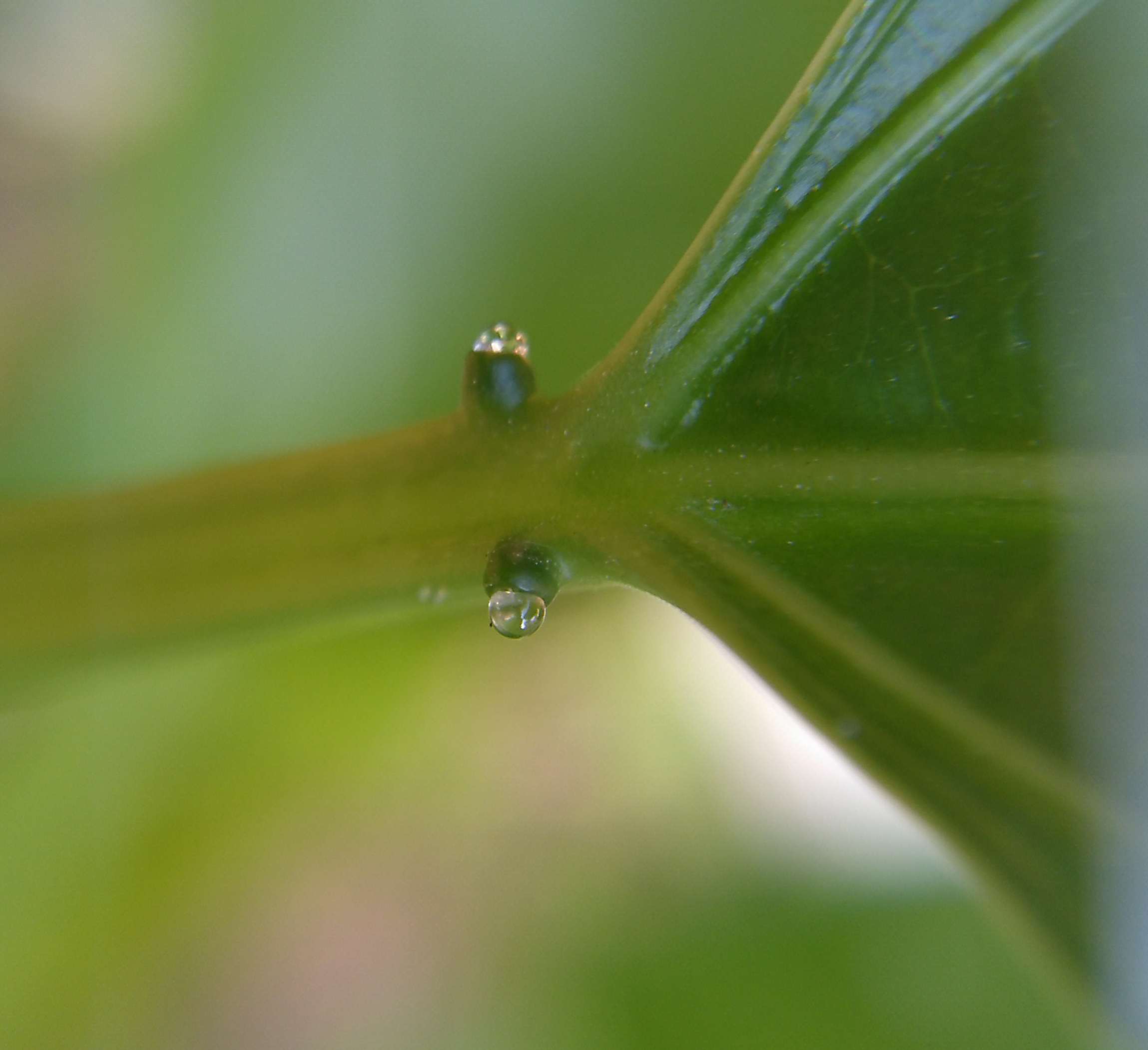
Paire de nectaires extra-floraux sur le pétiole d’une Passiflore, laissant perler des gouttes de nectar.
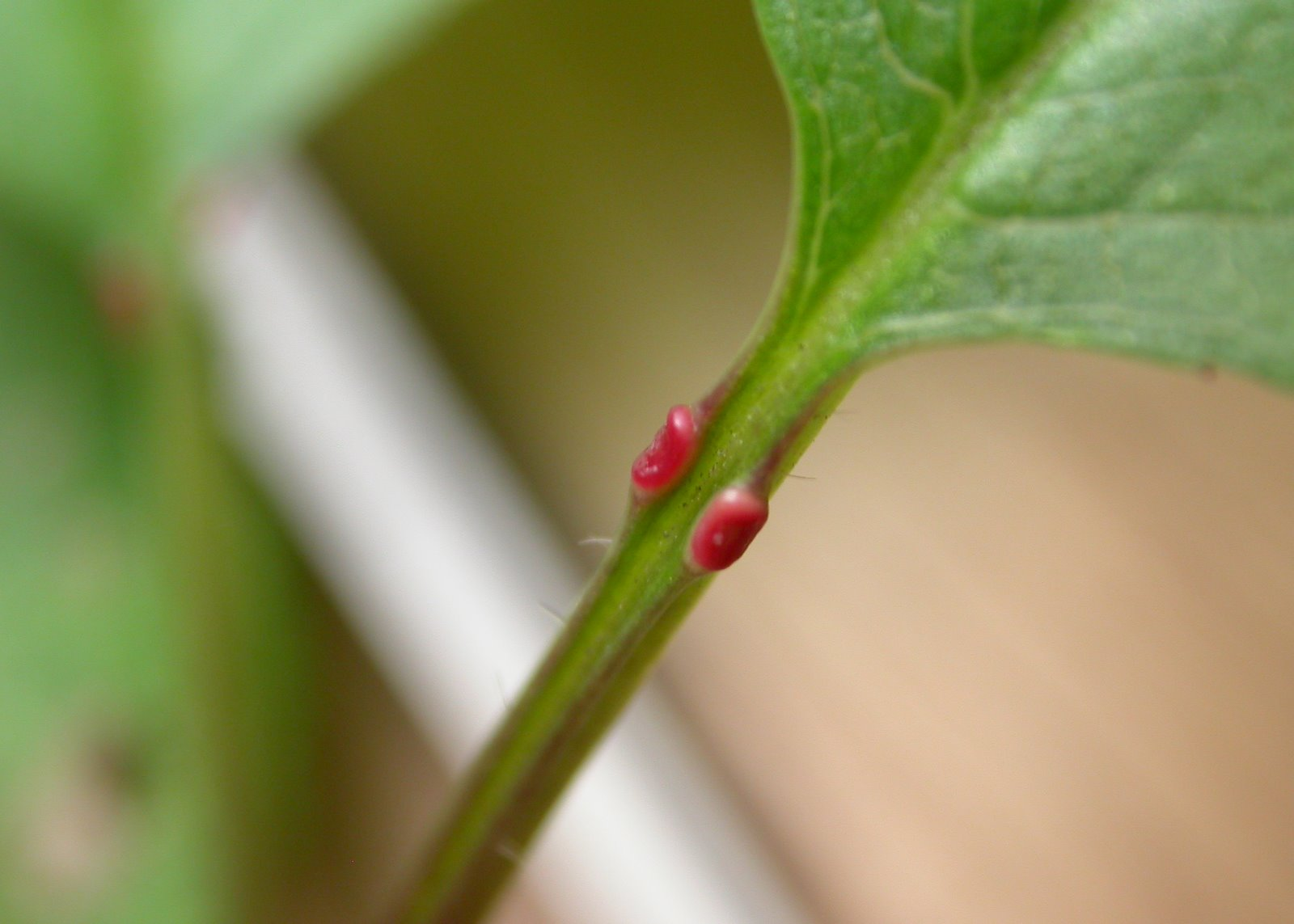
Sur un merisier, nectaires pétiolaires dont le signal visuel rouge est associé à un mutualisme de nutrition et de protection.